# Victor LaValle
Victor LaValle, född 3 februari 1972 i New York, är en amerikansk författare. Han debuterade 1999 med novellsamlingen Slapboxing with Jesus och har sedan dess skrivit ytterligare fem romaner och ett antal essäer. LaValle skriver ofta genrehybrider där han blandar element ur skräckfiktion med social realism. Några teman LaValle vanligtvis skriver om är rasism, psykisk ohälsa och maskulinitet.
LaValle är bosatt i New York tillsammans med sin fru, författaren Emily Raboteau. De har två barn tillsammans.  LaValle är docent och undervisar vid Columbia University i kreativt skrivande.

## Verk
LaValle debuterade 1999 med novellsamlingen Slapboxing with Jesus. Novellerna utspelar sig i Queens, New York på 1980-talet och består av elva sammankopplade berättelser. Samtliga berättelser handlar om unga mörkhyade män och deras uppväxt i en urban miljö.
2002 publicerades uppföljaren The Ecstatic. Även denna romanen utspelar sig i Queens, New York. Den handlar om Anthony, en kraftigt överviktig man med psykisk ohälsa. Anthony förekom även i LaValles debut Slapboxing with Jesus. The Ecstatic inleds med att Anthony har ett psykiskt sammanbrott och relegeras från universitet han studerar vid. Han får istället flytta in hos sin trettonåriga syster, mor och mormor. Det visar sig att psykisk ohälsa går i familjen och i takt med att Anthony pusslar ihop sitt eget liv och sin psykiska hälsa krackelerar hans familj. Situationen ställs på sin spets när systern ställer upp i en skönhetstävling för oskulder ("The Miss Innocence Pageant") och familjen tvingas ut på en gemensam bilresa till Lumpkin i delstaten Virginia.
Lavalles tredje roman, The Big Machine, publicerades 2009. Romanen handlar om Ricky Rice som är en småkriminell nykter narkoman och enda överlevande medlemmen i en självmordssekt. Ricky arbetar som städare på en busstation i Utica, New York. En dag anländer ett brev som påminner honom om ett löfte han gav några år tidigare. I brevet ligger en enkelbiljett till Burlington, Virginia. På plats i Burlington skjutsas han till ett läger i skogen där han möter sex andra personer.  
Det visar sig att dessa personer också har ett kriminellt förflutet och att samtliga har kallats av The Dean för att undersöka paranormala fenomen och göra kopplingar mellan kosmiska och historiska orättvisor. Mer specifikt ska de undersöka Rösten, d.v.s. Guds röst, som de alla någon gång i sina liv har hört. Ricky skickas snart vidare till San Francisco tillsammans med en annan medlem, Adele Henry, i syfte att lönnmörda en avfälling, Solomon Clay, som har organiserat en armé av hemlösa självmordsbombare.
2012 publicerades LaValles fjärde roman, The Devil in Silver. Romanen handlar om Pepper, som i ett försök att imponera på sin granne, misshandlar hennes ex och de tre civilklädda poliserna som anländer för att arrestera honom. Det är nära slutet på polisernas skift och för att slippa allt pappersarbete placeras Pepper på en psykiatrisk avdelning istället för i en cell på polisstationen. Tanken är att han ska observeras under 72 timmar, men Pepper får så mycket lugnande medel att han vaknar upp ur drogdimman först en månad senare. Det visar sig då att han inte kan lämna avdelningen p.g.a. all byråkrati (och droger) som är inblandat.
Avdelningen har det sedvanliga galleriet av underliga och excentriska bifigurer och Pepper anpassar sig snabbt till sitt nya liv på mentalsjukhuset. Romanens konflikt går ut på att Djävulen besöker avdelningen vissa nätter och orsakar kaos och mördar de intagna en efter en. Trots detta anpassar Pepper sig efter sin nya tillvaro. Han går med i en bokklubb där han blir betagen av Vincent van Goghs brev och han inleder en relation med en kvinna, Xiu, som snart ska deporteras till Kina. Tillsammans med tre intagna tar Pepper upp kampen mot Djävulen och det icke fungerande sjukvårdssystemet som håller folk nerdrogade och inlåsta mot sin vilja.
The Ballad of Black Tom, Lavalles femte roman, publicerades 2016. Romanen, som är en bearbetning av H.P. Lovecrafts rasistiska novell The Horror at Red Hook, utspelar sig i Harlem, New York 1924. Romanen är berättad ur två perspektiv, dels Charles Thomas Tester, en mörkhyad man samt den vita polisen Malone. Malone var f.ö. protagonisten i Lovecrafts novell där han återberättar hur han kom i kontakt med någon slags kosmisk fasa. I The Ballad of Black Tom gör han efterforskningar kring Testers förehavanden.
Tester, som är en lurendrejare, arbetar med att hitta övernaturliga (och ofta farliga) artefakter till magiker. Som en del av sin täckmantel brukar Tester utge sig för att vara jazzmusiker. Han anställs för att spela på en fest av en excentrisk man, Robert Suydam. Sudyams avsikter är att framkalla en av De Stora Äldre, en av många gudar som förekommer i Lovecrafts Cthulhu-mytologin. Det är först när berättelsen når festen som LaValles narrativ sammanfaller med Lovecrafts och läsaren får se vilka kosmiska fasor som framkallas på festen/orgien och vad som sedan händer.
Året därpå, 2017, publicerades The Changeling som handlar om hur bokhandlaren Apollo Kagwa och bibliotekarien Emma Valantine träffas, förälskar sig och får ett barn (Emma föder barnet på en tunnelbanevagn som står still p.g.a. elfel medan ett gäng breakdansare motar borta nyfikna medpassagerare). De döper barnet till Brian.
Både Apollo och Emma måste återvända till sina respektive jobb ganska snart efter födseln. I ett dödsbo hittar Apollo kort därpå en något så sällsynt som en signerad förstautgåva av Harper Lees Dödssynden (To Kill A Mockingbird). I samma veva börjar Emma få mystiska mms i sin telefon. Bilder som ser ut att vara skickade från Apollos telefon, men både han och Brian syns på bilderna och Apollo har inte lånat ut sin telefon till någon. Bilderna har också tagits vid helt orimliga tidpunkter ur omöjliga vinklar (som utifrån bilen när Apollo kör på en motorväg). Detta påverkar Emma oerhört mycket och hon tycks även lida av förlossningsdepression. Hon säger saker som att Brian inte är mänsklig och att han inte är deras barn.
Ungefär ett halvår efter att barnet fötts vaknar Apollo upp i köket. Han är fastkedjad med ett cykellås vid ett varmvattenrör och från sovrummet hör han barnet skrika. Emma slår till Apollo i ansiktet med en hammare, mördar barnet och försvinner sedan spårlöst.
När Apollo har återhämtat sig efter sina skador börjar han leta efter Emma. Det visar sig också att Emma kan ha haft rätt om att Brian inte är mänsklig och att han fortfarande lever. Genom att söka på Dark Web avtäcker Apollo en rad hemligheter om sin fru och barn, sig själv och sin egen bakgrund samt New York. Jakten leder honom vidare till en liten ö i East River som blivit hem för utstötta familjer och vidare till Queens där han möter fasan som ligger bakom mordet på hans son.

### Vanliga motiv och teman
Samtliga romaner utspelar sig främst i urbana miljöer på den amerikanska östkusten. Det tydligaste exemplet är The Changeling, där New York skildras minutiöst. Undantaget är The Big Machine där en del av handlingen utspelar sig på landsbygden i Virginia. 
LaValles huvudkaraktärer är vanligtvis svarta män. Flera av dem brottas med psykisk ohälsa och olika aspekter av osund maskulinitet. De utsätts ofta för rasism. Allra tydligast är detta i The Ballad of Black Tom. 
Både Ballad of Black Tom och The Big Machine handlar om religiös fundamentalism.
I The Changeling är två teman föräldraskap och nya mer moderna mansideal. Apollo, vars far försvann när han var ett barn och fostrades av en ensamstående och arbetande mor, gör en poäng av att vara en delaktig förälder och att dela på hushållssysslorna.

### Mottagande i pressen
Lavalles romaner har mött blandad kritik i den amerikanska pressen.
Slapboxing with Jesus:
Publisher Weeklys recensent skriver om Slapboxing with Jesus att den är varm, rolig och lika inkännande som den är tuff. Prosan är skarp och "jazzig". På det hela taget en tekniskt skicklig och imponerande debut menar recensenten.
The Ecstatic:
New York Times recensent skriver att The Ecstatic är ett tappert, om än inte helt lyckat försök av LaValle att fortsätta berättelsen om Anthony som introducerades tre år tidigare i en av novellerna i Slapboxing with Jesus. Karaktärsporträttet kännetecknas av en ömhet, men roman i sig har många sidospår som inte leder någonvart.
Kirkus Reviews recensent skriver att LaValle har både energi och slagfärdighet, men att han borde försöka tygla sig när han skriver och avslutar med att novellformen än så länge verkar vara LaValles främsta format.
The Big Machine:
Kirkus Reviews recensent menar att LaValle bryter alla föreställningar kring hur välgjord fiktion ska vara i The Big Machine. Romanen är dock för obehärskad i sina idéer för att vara helt lyckad, men att den är samtidigt alltför motsträvig för att man ska kunna avfärda den helt och hållet.
The Guardians recensent skriver att The Big Machine är en lyckad blandning av skräck, noir och satir som blottlägger "den stora maskinen" i USA:s psyke; tro, status och identitet. Liksom LaValles föregångare Chester Himes och Nelson Algren ges här en röst åt de vi inte hör och att läsaren bör lyssna.
The Devil in Silver:
New York Times recensent ifrågasätter varför romanen marknadsförs som en skräckthriller eftersom ingen av dessa aspekter är en rättvis beskrivning. Inget i handlingen kommer att få läsarens puls att öka eller skrämma någon. Istället ligger styrkan i skildringen av ett underfinansierat system där de intagna rutinmässigt drogas ner och hålls inlåsta.
Även Washington Posts recensent lyfter fram skildringen inifrån mentalsjukhuset som romanens styrka. Blandningen av skräck, social kommentar och humor är också lyckad, men recensenten anser att romanen har för många sidospår. Både Djävulens närvaro och subploten med Van Goghs brev kunde strukits. Recensenten avslutar med att skriva att Kafkaartat är en utsliten term, men att LaValles roman förtjänar den.
The Ballad of Black Tom:
Publisher Weaklys recensent anser att romanen skickligt hanterar frågor kring rasism i New York vid 1900-talets början. Uppenbara paralleller dras till idag, vilket ses som en styrka. Recensenten avslutar med att skriva att den som har läst Lovecrafts sämre förlaga kommer eventuellt ha större behållning av LaValles kortroman, men att den står bra på egna ben.
Slates recensent skriver att The Ballad of Black Tom är en intelligent version av Lovecrafts originalnovell. LaValles stora förtjänst är att han sätter fokus på Lovecrafts författarskap och dess inneboende rasism och i förlängning hur denna har påverkat den kulturella uppfattningen av fantasy och skräck. Recensenten påpekar att detta ligger i tiden och att det tycks finnas en konsensus kring att Lovecrafts betydelse för skräck och fantasyfiktion är ovärderligt, men att själva författaren är problematisk med tanke på hans rasistiska åsikter (som också kommer till uttryck i hans litterära verk). Som exempel på detta konsensus nämner recensenten att World Fantasy-priset sedan 2015 slutat använda en staty av Lovecraft som pris.
The Changeling:
New York Times recensent menar att The Changeling är en svår roman att kategorisera eftersom den är en hybrid av social realism, övernaturlig skräck och saga. Romanen är välskriven och själva berättelsen stark, men LaValle är övertydlig i skildringen av sina teman och metaforer. Recensenten anser att frågorna Lavalle ställer kring föräldraskap, teknologi och sociala medier är intressanta, men att dessa gärna kunde lodats djupare.
Kirkus Reviews kritiker menar att blandningen av genrer och stilar är väl genomförd av LaValle. Kritikern lyfter även fram skildringen av föräldraskapet som en lyckad aspekt av romanen och avslutar med att kalla romanen en smart blandning av skräck, fantasy och realism. Kirkus Review utsåg även The Changeling till en av 2017 års bästa romaner.